# Orchestre philharmonique de Nuremberg
Ne doit pas être confondu avec Orchestre symphonique de Nuremberg.
L’Orchestre philharmonique de Nuremberg (Nürnberger Philharmoniker) est l'orchestre symphonique du Théâtre national de Nuremberg (Staatstheater).

## Historique

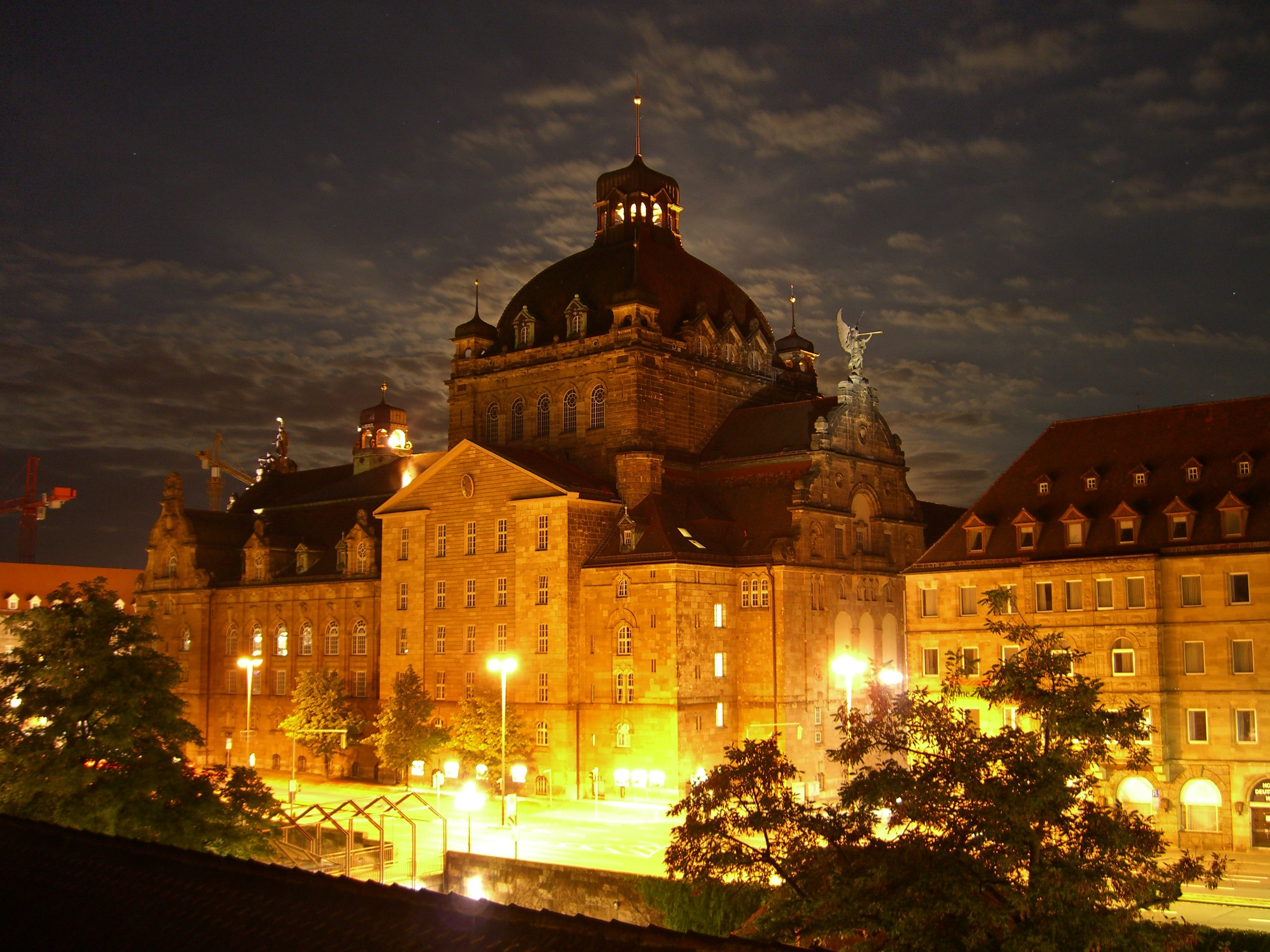
Le Théâtre national de Nuremberg (Staatstheater)

L'orchestre philharmonique dans sa forme actuelle naît en 1922 de la fusion de l'orchestre du théâtre de la ville (Stadttheaterorchester) avec l'orchestre philharmonique fondé par Hans Winderstein en 1880. En 1944, le théâtre est fermé et ne rouvrira qu'en 1946. 
Depuis 2006, l'orchestre est dirigé par Christof Prick. À partir de la saison 2011/2012, il sera remplacé par Marcus Bosch.

## Concerts
Outre les représentations d'opéra, l'orchestre donne une série de concerts symphoniques dans la Meistersingerhalle.
L'Orchestre participe au plus grand festival de musique classique en plein air d'Europe, Klassik Open Air, sur le site du Reichsparteitagsgelände. Deux représentations sont données à deux semaines d'intervalle, l'une par l'Orchestre symphonique de Nuremberg, l'autre par l'Orchestre Philharmonique de Nuremberg. Ces deux concerts réunissent en moyenne 100 000 spectateurs chaque année.